# Jacobus Groen Adrienszoon
Jacobus (Jaap) Groen Adrienszoon (Zuid-Scharwoude, 16 mei 1887 - Alkmaar, 19 januari 1965) was bestuurder bij de Rooms-Katholieke Land- en Tuinbouwbond en politicus namens de Roomsch-Katholieke Staatspartij (RKSP)/Katholieke Volkspartij (KVP).
Jaap Groen was een zoon van de tuinder Adrien Groen en Johanna Kos. Buiten de lagere school in Zuid-Scharwoude voltooide hij geen formele opleidingen, en al op jonge leeftijd ging hij in 1899 aan de slag als tuindersknecht. Vanaf 1907 (tot 1951) werkte hij voor de Nederlandse Algemene Keuringsdienst, waar hij opklom tot directeur van de aardappelkeuringsdienst. Hij was bestuurlijk actief bij de Rooms-Katholieke Land- en Tuinbouwbond in het bisdom Haarlem vanaf 1917 en lid van het hoofdbestuur van de Katholieke Nederlandse Boeren- en Tuindersbond van 1921 tot 1956 en lid van diverse andere besturen in de landbouw. Van 1919 tot 1937 was hij gemeenteraadslid van Zuid-Scharwoude.
Van 1933 tot 1959 was Groen lid van de Tweede Kamer der Staten-Generaal namens de RKSP/KVP. Daarnaast was hij het grootste deel van die tijd ook lid van de Provinciale Staten van Noord-Holland, waar hij tevens fractievoorzitter was. In de Kamer was hij woordvoerder voor land- en tuinbouwzaken, en hield hij zich verder bezig met volksgezondheid en binnenlandse zaken. In 1942 was hij enige maanden geïnterneerd in het Gijzelaarskamp Sint-Michielsgestel.
In 1911 trouwde Groen met Antje Duijves, met wie hij zes zoons en twee dochters kreeg. Een van zijn zoons werd missiepater in Brazilië. In 1929 werd hij benoemd tot Ridder in de Orde van Oranje-Nassau, in 1947 tot Ridder in de Orde van de Nederlandse Leeuw en in 1948 tot Ridder in de Orde van Sint-Gregorius de Grote (een Pauselijke onderscheiding).